# Voli me, voli
Voli me, voli peti je studijski album Lepe Brene i Slatkog greha. Izdao ga je PGP RTB 19. ožujka 1986. godine.
Ovo je Brenin šesti od dvanaest albuma sa Slatkim grehom.
Album je prodan u nakladi od 650 000 primjeraka.

## Pozadina
Lepa Brena i Slatki greh po drugi put se prijavljuju na Jugoviziju. Ovaj put s pjesmom »Miki, Mićo«. Osvajaju deseto mjesto te dva tjedna kasnije izdaju novi album.

## Popis pjesama
| Br. | Skladba                        | Trajanje |
| --- | ------------------------------ | -------- |
| 1.  | »Voli me, voli«                | 3:42     |
| 2.  | »Lažu te dušo moja«            | 3:26     |
| 3.  | »Jedna pesma za hiljadu dece«  | 3:22     |
| 4.  | »Sve bih dala da si moj«       | 3:09     |
| 5.  | »Nova šota«                    | 3:00     |
| 6.  | »Miki, Mićo«                   | 3:01     |
| 7.  | »Što si mala mršava k'o grana« | 3:30     |
| 8.  | »Ljubim te ja«                 | 3:14     |
| 9.  | »Priznaj mi, priznaj«          | 3:43     |
| 10. | »Dud«                          | 2:00     |
| 11. | »Šta mi vredi čak i zlato«     | 2:55     |